# Los tres mosqueteros (película de 1986)
Los tres mosqueteros (The Three Musketeers en inglés) es una película animada australiana de 1986 dirigida por Geoff Collins. La trama fue adaptada por Keith Dewhurst y basada en la obra del escritor francés Alexandre Dumas, Los tres mosqueteros, publicada en 1844. La película cuenta con las voces de Ivar Kants en el papel principal de D'Artagnan, Noel Ferrier cómo el Cardenal Richelieu y Kate Fitzpatrick cómo Milady de Winter.
Curiosamente, la trama de la película es continuada en El hombre de la máscara de hierro (1985), que fue estrenada un año antes. Los tres mosqueteros fue una producción de Tim Brooke-Hunt para el estudio australiano Burbank Films Australia, estrenada a través de la televisión. En la actualidad, los másteres y los derechos de autor sobre esta producción se encuentran en el dominio público.

## Sinopsis
Los famosos Tres mosqueteros y D'Artagnan combaten al maléfico Cardenal Richelieu y sus aliados para salvar al Reino de Francia.

## Reparto
| Actor             | Personaje          |
| ----------------- | ------------------ |
| Ivar Kants        | D'Artagnan         |
| Noel Ferrier      | Cardenal Richelieu |
| Kate Fitzpatrick  | Milady de Winter   |
| Tina Bursill      |                    |
| Anna Volska       |                    |
| Phillip Hinton    |                    |
| Andrew Lewis      |                    |
| Keith Robinson    |                    |
| George Stephenson |                    |